# Parry Peninsula (udde)
Parry Peninsula är en udde i Antarktis. Den ligger i Östantarktis. Argentina och Storbritannien gör anspråk på området.
Terrängen inåt land är huvudsakligen platt, men åt nordost är den kuperad. Trakten är obefolkad. Det finns inga samhällen i närheten.